# In the Flesh?
„In the Flesh?“ je první skladba z rockové opery The Wall od anglické progresivně rockové skupiny Pink Floyd, vydaného v roce 1979.

## Personnel
- David Gilmour – kytara
- Nick Mason – bicí
- Roger Waters – zpěv, baskytara
- Richard Wright – syntezátor

&
- Freddie Mandell – Hammondovy varhany
- Joe Chemay – doprovodný zpěv
- Stan Farber – doprovodný zpěv
- Jim Haas – doprovodný zpěv
- Bruce Johnston – doprovodný zpěv
- John Joyce – doprovodný zpěv
- Toni Tennille – doprovodný zpěv